# NGC 1252
NGC 1252 je otvoreni skup u zviježđu Satu. 

## Vanjske poveznice
- SEDS: NGC 1252